# Gonçalo Álvares
Gonçalo Álvares (1474 - 1524) fue un navegante portugués de finales del siglo XV y principios del XVI, conocido por ser el descubridor de la remota isla de Gough (en portugués: Ilha de Gonçalo Álvares), localizada en medio del océano Atlántico Sur.

## Biografía
Gonçalo Álvares participó activamente en la edad de oro de los descubrimientos portugueses, a partir del segundo viaje de Diogo Cão, siendo incluso maestre del São Gabriel, el propio barco de  Vasco da Gama en su épico viaje a la India en 1497. Lucía hasta su muerte en 1524 el cargo de «piloto mayor de la navegación de la India y el mar océano» (piloto mor da navegação da Índia e mar oceano), que luego pasó a João de Lisboa.
En su honor fue nombrada la isla que descubrió en 1505 como Ilha de Gonçalo Álvares, que más tarde fue renombrada como isla de Gough por los británicos, que tomaron posesión de ella en el siglo XIX.